# Draconarius venustus
Draconarius venustus là một loài nhện trong họ Amaurobiidae.
Loài này thuộc chi Draconarius. Draconarius venustus được miêu tả năm 1999 bởi Ovtchinnikov.